# Echipa națională de rugby a Argentinei
Echipa națională de rugby a Argentinei numită și Pumele reprezintă Argentina în meciurile internaționale de rugby, Argentina fiind una dinitre națiunile majore din rugby-ul internațional. 
Argentina a participat la toate edițiile Campionatului Mondial de Rugby cea mai bună clasificare fiind în faza sferturilor de finală la ediția din 1999. Argentina este singura națiune majoră din rugby-ul internațional care nu participă la nici o competiție internațională anuală de genul Turneului celor Trei sau Șase Națiuni. În urma presiunilor forurilor internaționale de rugby, este foarte posibil ca Argentina să se alăture Turneului celor Trei Națiuni, principala competiție internațională anuală din emisfera de sud. 